# FinFisher

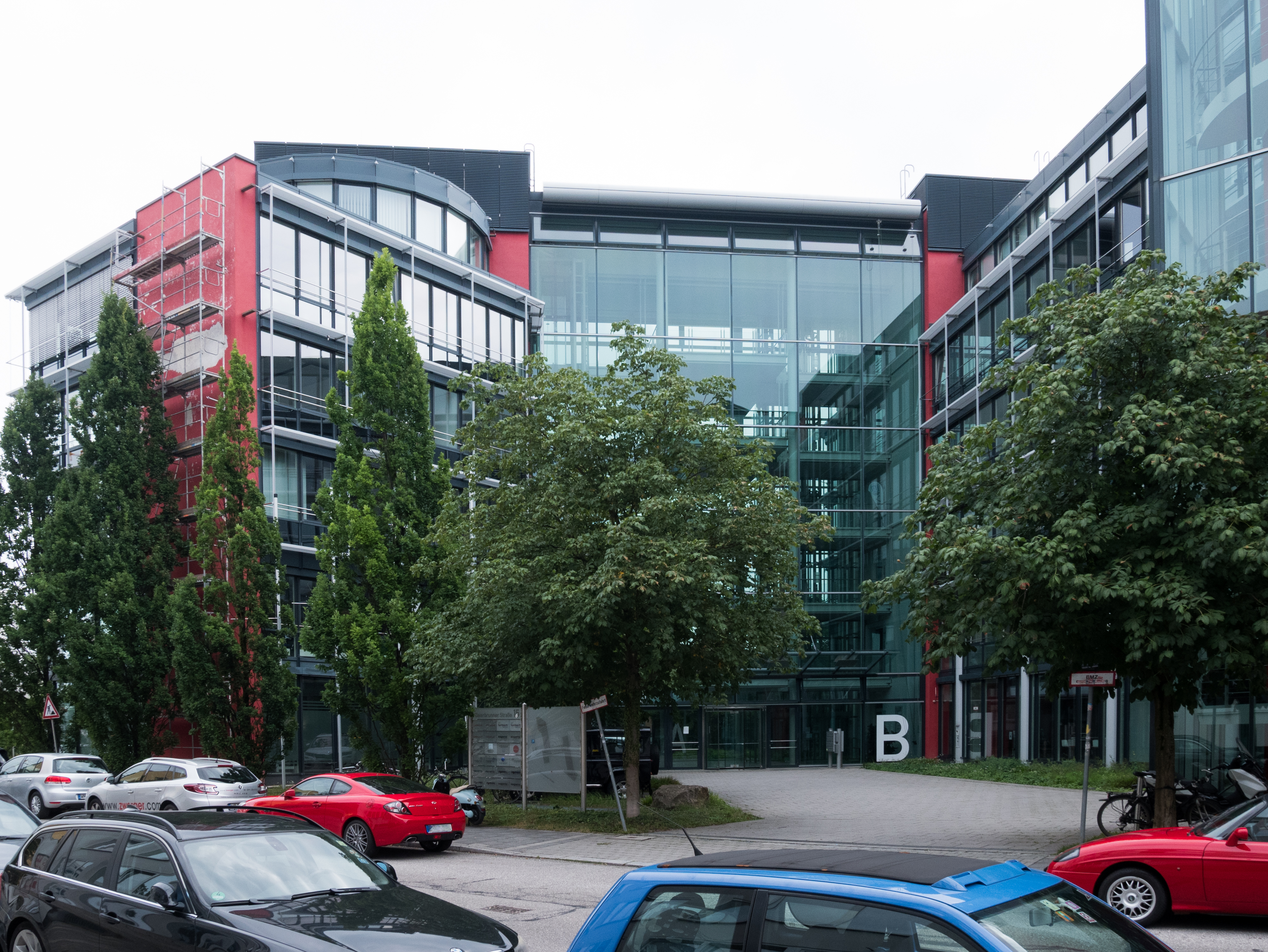
Edificio de oficinas de FinFisher GmbH y Elaman GmbH, vista de la entrada principal.

FinFisher es un software de vigilancia desarrollado por Gamma International, una firma internacional con oficinas en Reino Unido y Alemania, que a su vez forma parte de Gamma Group, empresa especializada en monitoreo y vigilancia y que vende equipo, software y servicios de entrenamiento.

## Funcionamiento
FinFisher es promocionado como un software para oficiales de seguridad nacional, a quienes se les explica que el programa se instala de forma inadvertida en las computadoras y otros dispositivos de los sospechosos. El procedimiento implica colocar el software que se hace pasar por otro —por ejemplo, un parche de seguridad o una extensión del navegador— y así se infecta el ordenador que se espiará. Se ha reportado que es usado no sólo para vigilar criminales, sino también disidentes políticos.
FinFisher se ha hecho pasar por un complemento de Firefox, lo que llevó a la Fundación Mozilla a enviar una carta a la empresa fabricante del software para cesar y desistir dicha actividad.
Una vez que el software infecta un sistema —sea una computadora de escritorio, una portátil o un teléfono celular—, el intruso obtiene acceso remoto al equipo. De este modo, es capaz de recolectar y extraer una gran cantidad de datos. En el caso de un celular atacado, FinFisher puede grabar conversaciones, llamadas, correos electrónicos y mensajes de texto, así como habilitar la descarga de fotos, contactos, archivos y demás contenidos.

## Controversia
El 1 de diciembre de 2011, WikiLeaks incluyó en su filtración SpyFiles un apartado dedicado a Gamma Group, en un esfuerzo por exponer la industria de la vigilancia masiva global. Dichos documentos incluyen vídeos y brochures de ventas del software FinFisher.
De acuerdo con el reporte For Their Eyes Only: The Commercialization of Digital Spying, elaborado por el Citizen Lab de la Universidad de Toronto en abril de 2013 -y actualizado en septiembre de 2013-, FinFisher tiene presencia en Australia, Austria, Baréin, Bangladés, Brunéi, Bulgaria, Canadá, República Checa, Estonia, Etiopía, Alemania, Hungría, India, Indonesia, Japón, Letonia, Lituania, Macedonia del Norte, Malasia, México, Mongolia, Países Bajos, Nigeria, Pakistán, Panamá, Paraguay, Catar, Rumania, Serbia, Sudáfrica, Singapur, Turquía, Turkmenistán, Emiratos Árabes Unidos, Estados Unidos, Reino Unido y Vietnam.
El 15 de septiembre de 2014, WikiLeaks liberó copias inéditas de FinFisher FinSpy PC para Windows en su sitio web, entre otros componentes. De acuerdo con Julian Assange, editor en jefe de WikiLeaks:

FinFisher continua operando descaradamente desde Alemania, vendiendo malware de vigilancia armado a algunos de los regímenes más abusivos del mundo. El gobierno de Merkel pretende estar preocupado por la privacidad, pero sus acciones dicen lo contrario. ¿Por qué el gobierno de Merkel continúa protegiendo FinFisher? Esta lanzamiento completo de los datos ayudarán a la comunidad técnica a construir herramientas que protejan a la gente de FinFisher, incluyendo el rastreo de sus comandos y centros de control.
Julian Assange, editor en jefe de WikiLeaks

### Uso en México
En junio de 2013, un grupo de activistas mexicanos solicitó al Instituto Federal de Acceso a la Información información sobre el uso de FinFisher en México, después que el estudio For Their Eyes Only: The Commercialization of Digital Spying sugiriera la presencia de este software en dos redes de telecomunicaciones: Iusacell y UniNet.
Una investigación periodística del diario Reforma arrojó que FinFisher fue adquirido por la Procuraduría General de la República durante el mandato del presidente Felipe Calderón por 109.3 millones de pesos. El programa fue adquirido a través de la empresa Obses de México, que confirmó en agosto de 2013 que sí había vendido FinFisher al gobierno mexicano. El Instituto Nacional de Acceso a la Información (antes IFAI) multó a Obses de México con 100,000 USD por no proveer información suficiente sobre las transacciones y obstruir la investigación.
Por su parte, los documentos filtrados por WikiLeaks en septiembre de 2014 señalan que representantes de Gamma Group hicieron una visita a instalaciones gubernamentales en México durante 2013.
De acuerdo con el Citizen Lab de la Universidad de Toronto, al mes de septiembre de 2013, FinFisher seguía activo en las redes de Iusacell y UniNet.  Ese mismo mes, una investigación independiente realizada por dos ONG mexicanas halló que al menos cuatro dependencias mexicanas habían adquirido el software: la (ex) Secretaría de Seguridad Pública, la Procuraduría General de la República, el Centro de Investigación y Seguridad Nacional, y el Estado Mayor Presidencial.